# Machin (Ontario)
Machin to gmina (ang. township) w Kanadzie, w prowincji Ontario, w dystrykcie Kenora.
Powierzchnia Machin to 288,89 km².
Według danych spisu powszechnego z roku 2001 Machin liczy 1143 mieszkańców (3,96 os./km²).